# Paraterpna
Paraterpna là một chi bướm đêm thuộc họ Geometridae.